# Инвариант Концевича
Инвариант Концевича, (или интеграл Концевича) — инвариант ориентированного оснащённого зацепления определённого типа.
Является универсальным инвариантом Васильева в том смысле, что каждый коэффициент инварианта Концевича является инвариантом конечного типа, и наоборот, любой инвариант конечного типа может быть представлен в виде линейной комбинации таких коэффициентов.
Является далеко идущим обобщением простой интегральной формулы для числа зацепления.
Инвариант был определён Максимом Львовичем Концевичем в 1992 году в доказательстве теоремы Васильева — Концевича.
Инвариант Концевича является универсальным квантовым инвариантом в том смысле, что любой квантовый инвариант может быть получен путём подстановки подходящей весовой системы в диаграмму Якоби.

## Определение
Инвариант Концевича определяется как монодромия связности Книжника — Замолодчикова в дополнении к объединению диагональных гиперплоскостей в Cn.

### Простейший интеграл типа Концевича
Представим трехмерное пространство {\displaystyle \mathbb {R} ^{3}} как прямое произведение комплексной прямой {\displaystyle \mathbb {C} } с координатой z и вещественной прямой {\displaystyle \mathbb {R} } с координатой t. Вложим зацепление {\displaystyle L=K\cup K'} в пространство {\displaystyle \mathbb {R} ^{3}=z\times t} так, чтобы координата t была функцией Морса на L. Это значит, что во всех точках, где t как функция параметра на кривой имеет нулевую производную, ее вторая производная не должна обращаться в нуль, а значения t во всех таких точках (критические значения) должны быть различны между собой.
Оказывается, число зацепления можно тогда сосчитать по такой формуле:
{\displaystyle lk(K,K')={\tfrac {1}{2\pi }}\int _{m}^{M}\sum _{j}{\varepsilon _{j}{\frac {d(z_{j}(t)-z'_{j}(t))}{z_{j}(t)-z'_{j}(t)}}}}

### Формула Концевича
(Исходный) интеграл Концевича узла K — это следующий элемент пополнения алгебры {\displaystyle {\bar {\mathcal {A}}}} хордовых диаграмм:
{\displaystyle Z(K)=\sum _{m=0}^{\infty }{{\tfrac {1}{(2\pi i)^{m}}}\int _{t_{min}<t_{1}<\ldots <t_{m}<t_{max}}{\sum _{P=\left\{(z_{j},z'_{j})\right\}}{(-1)^{\downarrow }D_{p}\bigwedge _{j=1}^{m}{\frac {dz_{j}-dz'_{j}}{z_{j}-z'_{j}}}}}}}
Объяснение этой формулы см. в статье С. В. Дужина.
Если обозначить через H тривиальный узел, вложение которого в пространство даёт два максимума и два минимума, получим:
{\displaystyle I(K)={\frac {Z(K)}{Z(H)^{c/2}}}},
где c — число критических точек функции t на K.
Можно показать, что интеграл {\displaystyle Z(K)}, во-первых, сходится для любого узла, расположенного в пространстве указанным выше способом, а во-вторых, не меняется при гладких изотопиях узла, при которых сохраняется число критических точек функции t. Ввиду того, что узел — замкнутая кривая, появляться и исчезать критические точки могут только парами.
{\displaystyle I(K)} называется окончательным интегралом Концевича
Интеграл Концевича — довольно сложный объект, и в течение нескольких лет никто не умел вычислять окончательный интеграл Концевича даже для тривиального узла. Известны были лишь коэффициенты при некоторых хордовых диаграммах в бесконечной сумме.
В 1997 году появилась гипотеза Д. Бар-Натана с соавторами (доказана в 1998), что
{\displaystyle I(O)=\exp \sum _{n=1}^{\infty }{b_{2n}w_{2n}}},
здесь O — неузел (окружность), эквивалентный H, {\displaystyle b_{2n}} — модифицированные числа Бернулли, а {\displaystyle w_{2n}} — колёса, т.е. диаграммы в виде окружности с радиальными отрезками. Произведения колёс понимаются как несвязное объединение диаграмм, а сами колёса интерпретируются как линейные комбинации диаграмм Фейнмана (см. ниже).

## Диаграмма Якоби

### Диаграмма Фейнмана и хордовая диаграмма
Диаграмма Фейнмана степени n — это связный трёхвалентный граф с 2n вершинами, в котором выделен ориентированный цикл, называемый петлёй Уилсона.
Хордовая диаграмма является частным случаем диаграмм Фейнмана (у них все трёхвалентные вершины лежат на петле Уилсона).
Степень диаграммы Фейнмана — это половина общего числа вершин графа.
Диаграмма Фейнмана называется связной, если соответствующий граф остаётся связным после отбрасывания петли Уилсона.

### Определение

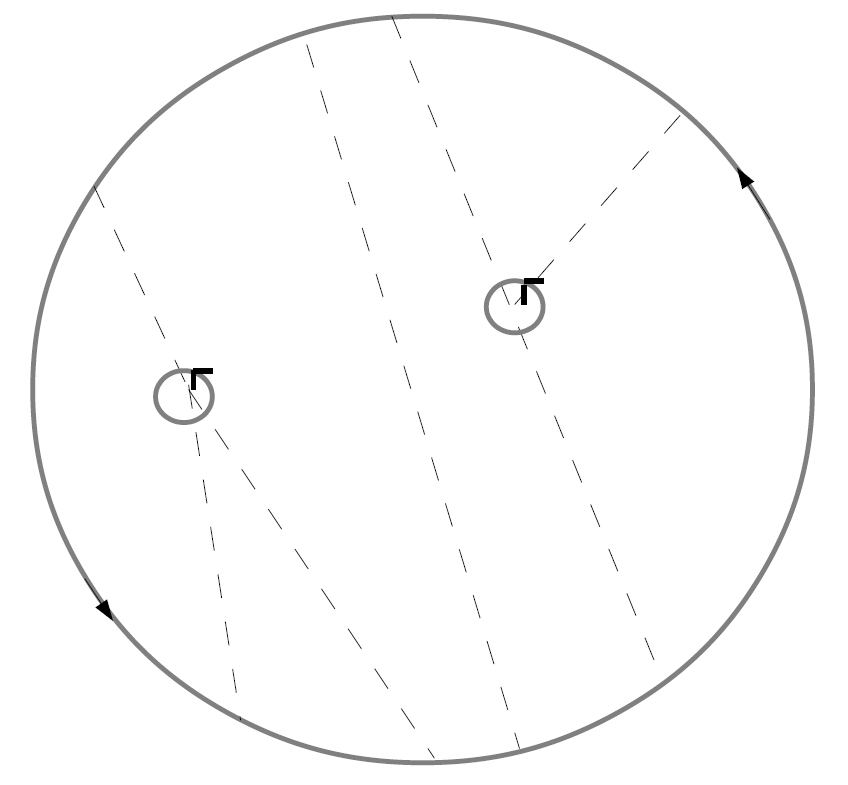
Пример диаграммы Якоби

Пусть X — окружность (которая является 1-мерным многообразием и будет служить петлёй Уилсона).
Как показано на рисунке справа, диаграмма Якоби порядка n является графом с 2n вершинами, в котором внешняя окружность (петля Уилсона) отражена сплошной линией, а пунктирные линии называются внутренним графом, который удовлетворяет следующим условиям:
1. Направление указывается только на внешнем цикле.
2. Вершины имеют значения 1 или 3. Вершины со значением 3 связаны с одним из других (полу)рёбер по часовой или против часовой стрелки, что отражено в маленькой ориентированной окружности.

Вершины со значением 1 часто называют одновалентными, а со значением 3 — трёхвалентными.
Одновалентные вершины связаны с внешней окружностью без кратности и упорядочены ориентацией окружности. Диаграмма Якоби может быть несвязной, при этом требуется, чтобы в каждой компоненте связности была хотя бы одна одновалентная вершина.
Рёбра на G называются хордами. Мы обозначаем как A(X) факторпространство коммутативной группы, образованной всеми диаграммами Якоби на X по следующим соотношениям:
(Соотношение AS)  +  = 0
( Соотношение IHX)  =  − 
( Соотношение STU)  =  − 
(Соотношение FI)  = 0.
Если любая связная компонента графа G имеет вершину со значением 3, то мы можем превратить диаграмму Якоби в хордовую диаграмму с помощью рекурсивного применения соотношения STU. Если ограничиться только хордовыми диаграммами, то четыре соотношения выше сводятся к следующим двум соотношениям:
(Четырёхчленное соотношение)  −  +  −  = 0.
(Соотношение FI)  = 0.
Замечание: В диаграммах Якоби разрешены кратные рёбра и висячие петли.

### Свойства
Взяв среднее арифметическое по всем способам приклеивания петли Уилсона к одновалентным вершинам, любую диаграмму Якоби можно превратить в линейную комбинацию диаграмм Фейнмана.
Работать с диаграммами Якоби удобнее, чем с диаграммами Фейнмана, поскольку, помимо общей градуировки половиной числа вершин, есть ещё две дополнительные градуировки: по числу компонент связности и по числу одновалентных вершин.
- Степень или порядком диаграммы Якоби определяется как половина суммы чисел её вершин. Это число всегда является целым и равно числу хорд в хордовой диаграмме, полученной из диаграммы Якоби[12].
- Подобно плетениям[англ.], диаграммы Якоби образуют моноидальную категорию. Композиция и тензорное произведение морфизмов определяются методом «укладки коробок»:

Иначе говоря, тензорное произведение морфизмов — это несвязное объединение,
а композиция — склейка соответствующих частей границы.
- - В специальном случае, когда X является интервалом I, A(X) будет коммутативной алгеброй. Если рассматривать A(S1) как алгебру с умножением, определённым как связная сумма, A(S1) изоморфна A(I).
- Диаграмму Якоби можно рассматривать как абстракцию представления тензорной алгебры, порождённой алгебрами Ли, что позволяет нам определить некоторые операции, аналогичные to копроизведениям, коединицам и антиподам алгебр Хопфа.
- Поскольку Инварианты Васильева (инварианты конечного типа) тесно связаны с хордовыми диаграммами, можно построить сингулярный узел из хордовой диаграммы G на S1. Kn обозначает пространство, образованное всеми сингулярными узлами степени n, каждый такой G определяет единственный элемент в Km / Km+1.

### Весовая система
Отображение из диаграмм Якоби в положительные числа называется весовой системой. Отображение, расширенное на A(X), также называется весовой системой. Системы имеют следующие свойства:
- Пусть g — полупростая алгебра Ли, а ρ — её представление. Мы получаем весовую систему путём «подстановки» инвариантного тензора g в хорду диаграммы Якоби и ρ в базисном многообразии X диаграммы Якоби.
  - Мы можем рассматривать трёхвалентные вершины диаграмм Якоби как скобочное произведение алгебры Ли, стрелки сплошной линии как представление пространства ρ, а одновалентные вершины как действия алгебры Ли.
  - Соотношение IHX и соотношение STU соответствуют соответственно тождеству Якоби и определению представления

ρ([a, b])v = ρ(a)ρ(b)v − ρ(b)ρ(a)v.
- Весовая система играет существенную роль в доказательстве гипотезы Мервина — Мортона[15], которая устанавливает связь многочленов Александера с многочленами Джонса.

### История
Диаграммы Якоби были введены по аналогии с диаграммами Фейнмана, когда Концевич определил инварианты узла через кратные интегралы в первой половине 1990-х годов. Он представлял сингулярные точки хордами, таким образом, он работал только с хордовыми диаграммами. Д. Бар-Натан позднее сформулировал их как одно- и трёхвалентные графы, изучал их алгебраические свойства и назвал их в своей статье "диаграммами китайских иероглифов" (Chinese character diagrams). Для обозначения этих диаграмм использовались разные термины, включая «хордовые диаграммы» и «диаграммы Феймана», но примерно с 2000 года они получили название диаграмм Якоби, поскольку соотношение IHX соответствует тождеству Якоби для алгебр Ли.